# Apareces tú
«Apareces Tú» es la décima canción del cuarto álbum de estudio de La Oreja de Van Gogh, titulado Guapa.

## Información sobre la canción
La canción es una balada, con lo que parece ser el sonido de una campanita de fondo durante toda la canción. Al comienzo y el final también se escuchan sutiles sonidos de latidos. Esto encaja muy bien con la letra de la canción, ya que ésta habla de amor y de una persona que ha conocido a la persona que cree ideal. Sin embargo, más que nada, la canción trata de aceptarse a sí mismo y llegar a un punto en la vida en el cual la persona no se siente incómoda por cómo es. Versos como «Me ha sonreído el espejo hoy» y «Me he decidido a levantar la voz» demuestran este tema de la canción. En el vídeo de entrevistas que viene con algunas versiones del disco Amaia explica que la canción también trata de alguien que ha decidido sentar cabeza y que la escribió pensando en alguien en particular. "Apareces tú" está cargada de esos tonos oscuros que aparecen en canciones de todo el disco como Noche o Dulce locura.
- Datos: Q4779130